# Bergheim (Flachgau)
Bergheim (Flachgau) este o comună de lângă Salzburg, Austria.